# Золотая вольность (картина)
«Золотая вольность» (пол. Potęga Rzeczypospolitej u zenitu – Złota wolność – Elekcja) — картина польского художника Яна Матейко на исторический сюжет, созданная в 1888 году. Одиннадцатая по времени действия часть цикла «История цивилизации в Польше». Хранится в Национальном музее в Варшаве.

## Описание и судьба картины
Матейко изобразил выборы короля Речи Посполитой, которые проходили в 1573 году и принесли корону французскому принцу Генриху Валуа.